# Camille Gaté
Pour les articles homonymes, voir Gaté.
Camille Léon Gaté est un sculpteur et écrivain français né le 14 avril 1856 à Nogent-le-Rotrou (Eure-et-Loir) et mort dans la même ville le 20 août 1900.

## Biographie
Camille Gaté assure, avec son beau-frère Henri Villette-Gaté, maire de Nogent-le-Rotrou de 1898 à 1925, la direction de la tannerie familiale.
En 1886, il épouse Marguerite Boutet, fille du maire de Chartres.
Il est le fondateur du journal Le Républicain de Nogent-le-Rotrou.

## Œuvres

### Publications
- Études et contes, Sidonie, Éd. É. Dentu, 1885.
- Yvonne, Éd. É. Gouhier-Delouche, 1891.

### Œuvres exposées auSalon
- 1885 : Les Chiens de relais, groupe en bronze, médaille de bronze à l'Exposition universelle de Paris de 1889[4].
- 1886 : Chien au colimaçon ou l'intrus, plâtre.
- 1890 : Buste du docteur Tournet-Desplantes, bronze.
- 1893 : Buste de Monsieur Boutet, maire de Chartres de 1884 à 1892.
- 1894 :
  - Tendresse, groupe en plâtre ;
  - Buste de Charles-Adolphe Truelle, député d'Eure-et-Loir.
- 1895 :
  - La Tentation du Christ, groupe en marbre ;
  - Buste du docteur Maunoury.
- 1897 :
  - Statue de Rémy Belleau, bronze ;
  - Buste d’Émile Labiche, sénateur d'Eure-et-Loir, plâtre.
- 1899 : L'Humanité devant l'infini, haut-relief en marbre blanc et rose, 105,5 × 58 × 81 cm.

## Exposition
Camille Gaté (1856-1900) sculpture publique, sculpture privée, du 4 juin au 21 août 2016, musée-château Saint-Jean, Nogent-le-Rotrou (Eure-et-Loir).

## Galerie

Œuvres de Camille Gaté
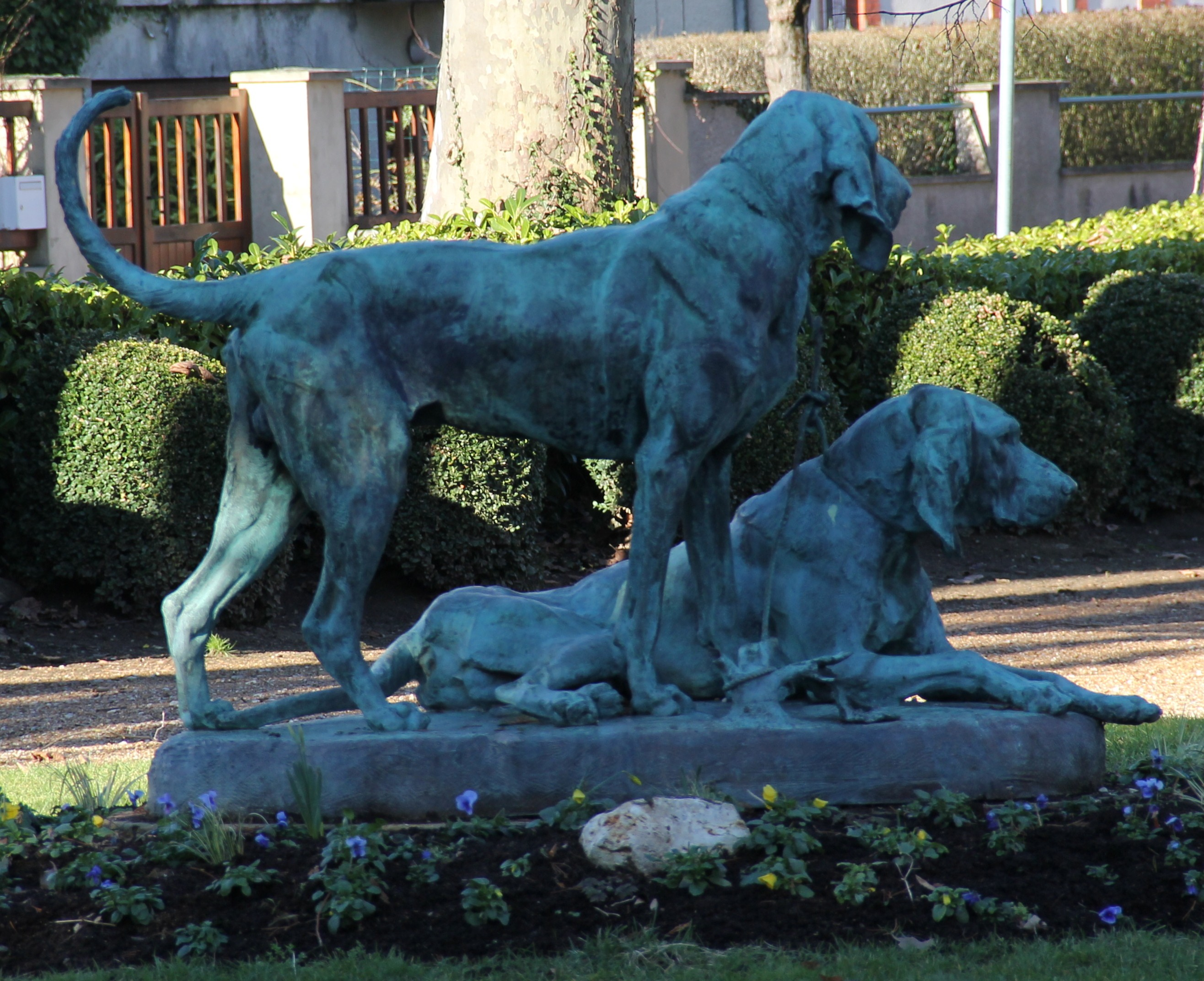
Les Chiens de relais (1885), Nogent-le-Rotrou, parc place de la République.
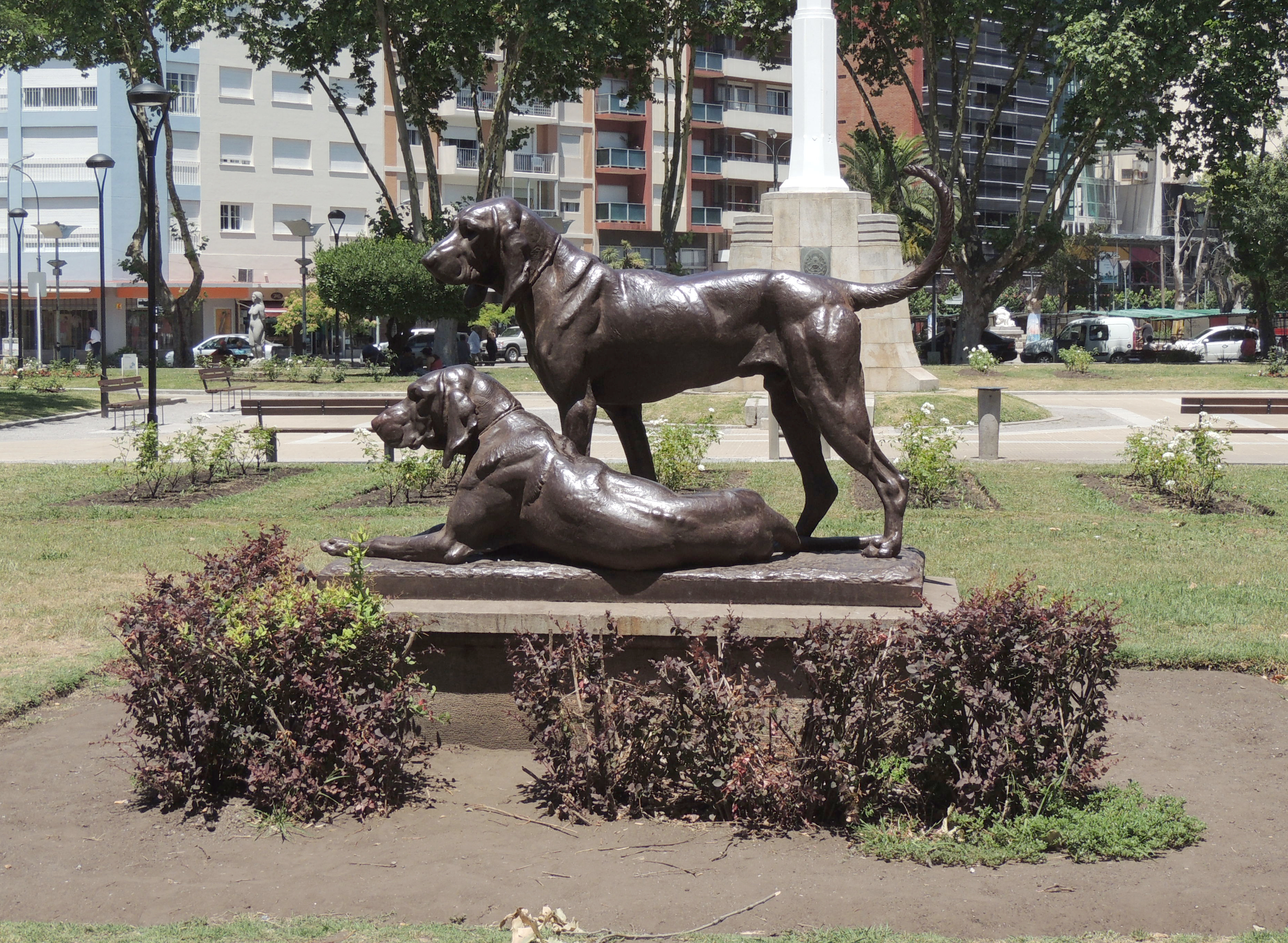
Les Chiens de relais, Mar del Plata, Argentine.